# IC 1301
IC 1301 — галактика типу S0-a (спіральна галактика) у сузір'ї Либідь.
Цей об'єкт міститься в оригінальній редакції індексного каталогу.